# William Hornbeck
William Hornbeck est un monteur américain (membre de l'ACE), né le 23 août 1901 à Los Angeles (Californie), mort le 19 octobre 1983 à Ventura (Californie).

## Biographie
Entre 1924 et 1932, William Hornbeck est monteur de nombreux courts métrages américains produits par Mack Sennett, dont Feet of Mud d'Harry Edwards (1924, avec Harry Langdon) et Hypnotized de Mack Sennett (1932, avec Charles Murray et Ernest Torrence).
De 1934 à 1941, il travaille au sein de la London Film Productions d'Alexander Korda et contribue ainsi à plusieurs films britanniques bien connus, comme Fantôme à vendre de René Clair (1935, avec Robert Donat et Jean Parker), Rembrandt d'Alexander Korda (1936, avec Charles Laughton et Gertrude Lawrence), Les Quatre Plumes blanches de Zoltan Korda (1939, avec Ralph Richardson et Charles Aubrey Smith), ou encore Le Voleur de Bagdad de Ludwig Berger, Michael Powell et Tim Whelan (1940, avec Conrad Veidt et Sabu).
Revenu aux États-Unis, il retrouve les frères Alexander et Zoltan Korda pour Lady Hamilton du premier (1941, avec Vivien Leigh et Laurence Olivier) et Le Livre de la jungle du second (1942, avec Sabu et Joseph Calleia). Puis il contribue jusqu'en 1945 aux films de propagande de la série documentaire Pourquoi nous combattons (Why We Fight), réalisés par Frank Capra et Anatole Litvak, le premier étant Prélude à la guerre (1942).
Par la suite, il est monteur de quatre films de fiction du même Frank Capra, dont La vie est belle (1946, avec James Stewart et Donna Reed) et L'Enjeu (1948, avec Spencer Tracy et Katharine Hepburn).
Il collabore avec George Stevens également sur quatre films, dont Une place au soleil (1951, avec Montgomery Clift et Elizabeth Taylor) et Géant (1956, avec Elizabeth Taylor et Rock Hudson).
Mentionnons encore L'Héritière de William Wyler (1949, avec Olivia de Havilland et Montgomery Clift), la coproduction franco-américaine Un acte d'amour d'Anatole Litvak (1953, avec Kirk Douglas et Dany Robin), ainsi que trois films de Joseph L. Mankiewicz, notamment La Comtesse aux pieds nus (1954, avec Ava Gardner et Humphrey Bogart).
Durant sa carrière de monteur (achevée en 1959), William Hornbeck obtient quatre nominations à l'Oscar du meilleur montage (voir détails ci-dessous), dont un gagné en 1952 pour Une place au soleil pré-cité.

## Filmographie partielle
- 1924 : Feet of Mud de Harry Edwards (court métrage)
- 1927 : The Girl from Everywhere produit par Mack Sennett
- 1927 : La Fierté de Pikeville (The Pride of Pikeville) d'Edward F. Cline
- 1927 : Broke in China réalisé par Edward F. Cline et produit par Mack Sennett
- 1928 : Cours, ma fille (Run, Girl, Run) d'Alfred J. Goulding (court métrage)
- 1929 : Girl Crazy de Mack Sennett
- 1931 : One More Chance de Mack Sennett (court métrage)
- 1932 : Hypnotized de Mack Sennett (court métrage)
- 1934 : Le Mouron rouge (The Scarlet Pimpernel) de Harold Young
- 1935 : Fantôme à vendre (The Ghost Goes West) de René Clair
- 1936 : Rembrandt d'Alexander Korda
- 1936 : Les Mondes futurs ou La Vie future (Things to Come) de William Cameron Menzies
- 1937 : Elephant Boy de Robert J. Flaherty et Zoltan Korda
- 1937 : Le Mystère de la Section 8 (Dark Journey) de Victor Saville
- 1937 : Le Chevalier sans armure (Knight Without Armour) de Jacques Feyder
- 1938 : Alerte aux Indes (The Drum) de Zoltan Korda
- 1938 : Le Divorce de Lady X (The Divorce of Lady X) de Tim Whelan
- 1939 : L'Espion noir (The Spy in Black) de Michael Powell
- 1939 : Les Quatre Plumes blanches (The Four Feathers) de Zoltan Korda
- 1939 : Le lion a des ailes (The Lion Has Wings) d'Adrian Brunel et autres
- 1940 : Le Voleur de Bagdad (The Thief of Bagdad) de Ludwig Berger, Michael Powell et Tim Whelan
- 1940 : Vingt-et-un jours ensemble (21 Days) de Basil Dean
- 1941 : Lady Hamilton (That Hamilton Woman) d'Alexander Korda
- 1941 : Lydia de Julien Duvivier
- 1942 : Le Livre de la jungle (Jungle Book) de Zoltan Korda
- 1942 : Prélude à la guerre (Prelude to War) de Frank Capra et Anatole Litvak (série documentaire Pourquoi nous combattons)
- 1946 : La vie est belle (It's a Wonderful Life) de Frank Capra
- 1947 : Singapour (Singapore) de John Brahm
- 1947 : La Cité magique (Magic Town) de William A. Wellman
- 1948 : L'Enjeu (State of Union) de Frank Capra
- 1949 : L'Héritière (The Heiress) de William Wyler
- 1950 : Jour de chance (Riding High) de Frank Capra
- 1951 : Une place au soleil (A Place in the Sun) de George Stevens
- 1952 : L'Ivresse et l'Amour (Something to Live For) de George Stevens
- 1953 : Un acte d'amour d'Anatole Litvak (film franco-américain)
- 1953 : L'Homme des vallées perdues (Shane) de George Stevens
- 1954 : La Comtesse aux pieds nus (The Barefoot Contessa) de Joseph L. Mankiewicz
- 1956 : Géant (Giant) de George Stevens
- 1958 : Un Américain bien tranquille (The Quiet American) de Joseph L. Mankiewicz
- 1958 : Je veux vivre ! (I Want to Live!) de Robert Wise
- 1959 : Un trou dans la tête (A Hole in the Head) de Frank Capra
- 1959 : Soudain l'été dernier (Suddenly, Last Summer) de Joseph L. Mankiewicz

## Distinctions

### Nominations
- Oscar du meilleur montage :
  - En 1947, pour La vie est belle ;
  - En 1957, pour Géant ;
  - Et en 1959, pour Je veux vivre !

### Récompense
- Oscar du meilleur montage :
  - En 1952, pour Une place au soleil.

## Galerie photos

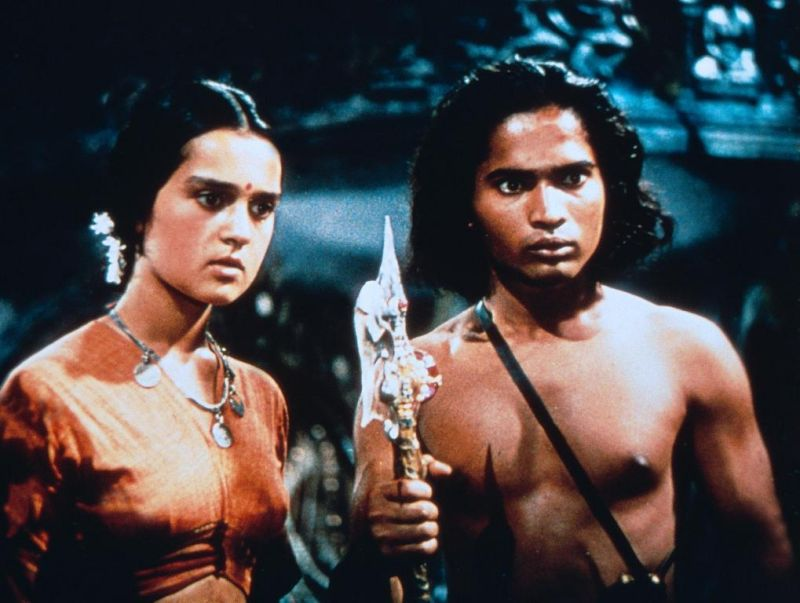
Le Livre de la jungle (1942) : Patricia O'Rourke et Sabu
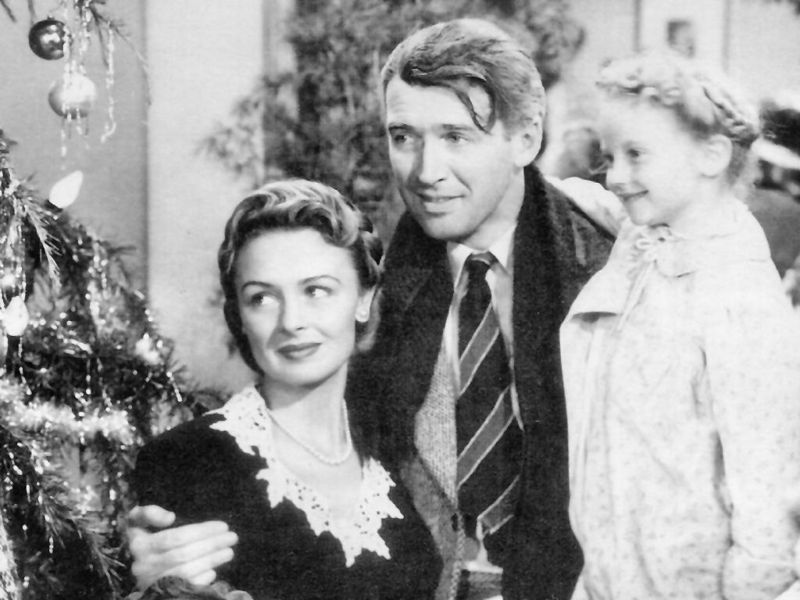
La vie est belle (1946) : Donna Reed, James Stewart et Karolyn Grimes (en) (de g. à d.)
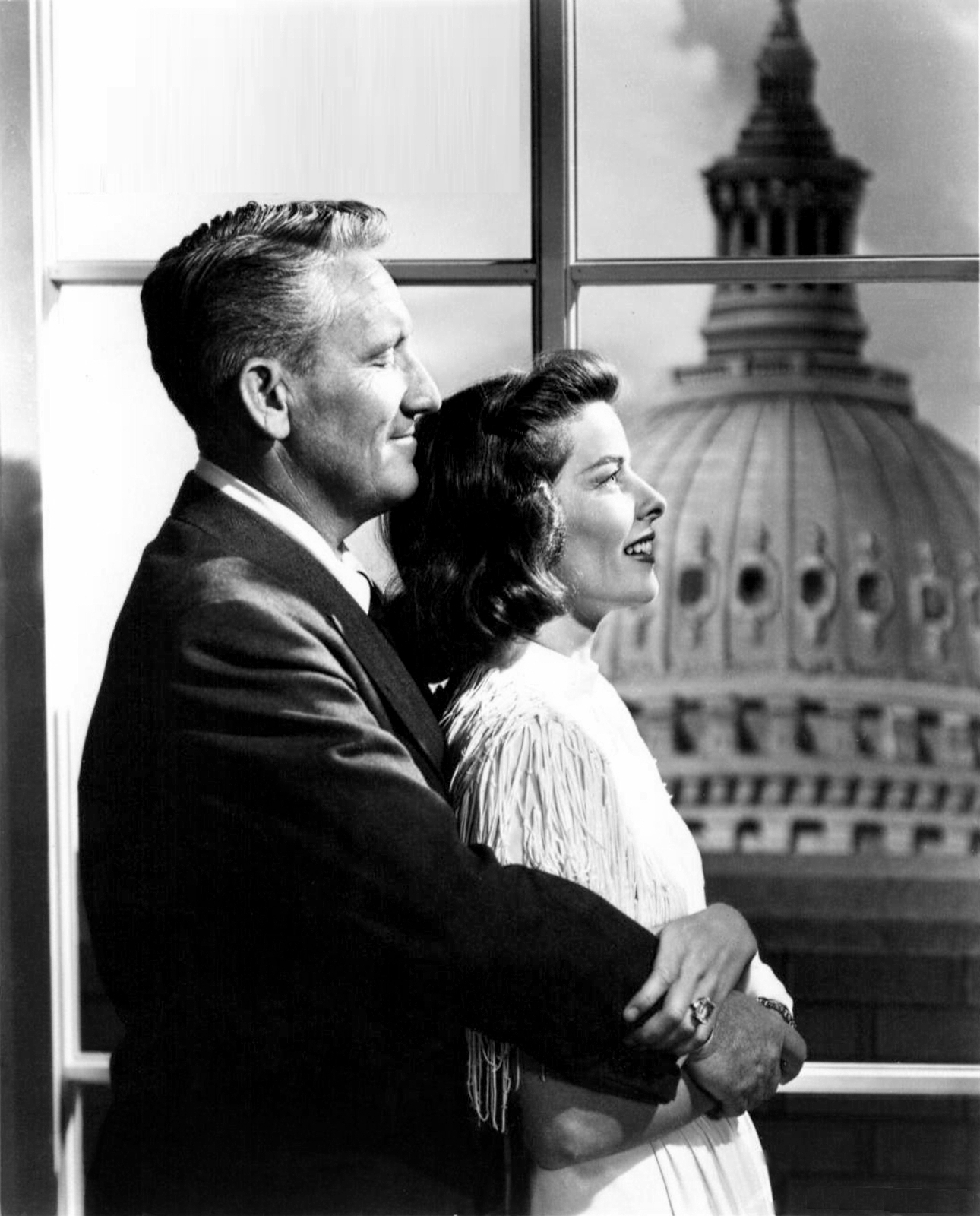
L'Enjeu (1948) : Spencer Tracy et Katharine Hepburn
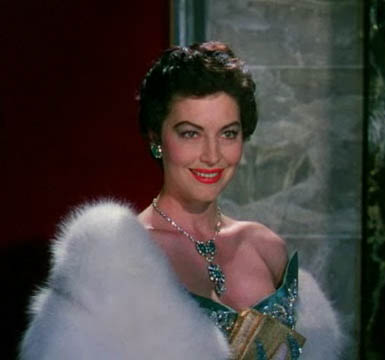
La Comtesse aux pieds nus (1954) : Ava Gardner